# Kaplica ewangelicka w Kozakowicach Dolnych
Kaplica ewangelicka w Kozakowicach Dolnych – kaplica ewangelicko-augsburska w Kozakowicach Dolnych, w województwie śląskim w Polsce. Należy do parafii ewangelicko-augsburskiej w Goleszowie.

## Historia
Cmentarz ewangelicki w Kozakowicach Dolnych powstał w latach 1848-1849. Pole na cmentarz podarował Jerzy Źlik (†1876).
Podczas zebrania 19 sierpnia 1934 r. Większego Zastępstwa Cmentarnego podjęto inicjatywę budowy kaplicy cmentarnej. Potrzebne środki gromadzone były ze składek mieszkańców oraz darowizn sąsiednich zborów. Pod koniec tego roku rozpoczęto gromadzenie materiałów na budowę, potrzebne drewno zostało przekazane przez parafian z Wisły. 
Kaplica została poświęcona 29 września 1935 r. przez ks. Karola Kulisza. Prace wykończeniowe trwały w dalszym ciągu, a 1 sierpnia 1937 r. odbyła się uroczystość poświęcenia dzwonu z Odlewni Dzwonów Karola Schwabe z Białej. Podczas II wojny światowej dzwon został zabrany na cele wojenne.
W latach 1966–1976 odbył się remont kaplicy. W 1968 r. przekazano jeden z dzwonów z kaplicy ewangelickiej w Godziszowie, uprzednio wypożyczony do Drogomyśla. W 1975 r. zakupiono elektryczne organy, które zastąpiły fisharmonię.
W 1990 r. budynek świątyni podłączono do sieci gazowej, a w 1994 r. wyremontowano jej dach.
W kaplicy w każdą niedzielę odbywają się nabożeństwa.